# Récif Schjetman
Le récif Schjetman est probablement une île fantôme que le capitaine norvégien Ole Andreas Schjetman a déclaré avoir découverte en 1868 dans le Pacifique Nord, à l'ouest d'Hawaii. Les coordonnées qu'il a indiquées sont 16° 08′ N, 178° 58′ O. L'île était censée mesurer 2,8 km de long (du nord au sud) et 0,9 km de large (d'est en ouest).
Depuis la découverte de Schjetman, plusieurs expéditions ont essayé de trouver cette île : l'USS Alert en 1880, l'USS Milwaukee en 1923, l'USS Whippoorwill et l'USS Tanager en 1924. Aucun n'a trouvé l'île. Une localisation a été cependant rapportée en 1990 par un marin à voile de Hawaii.
Les deux norvégiens Bård Sæther et Arild Solheim ont entrepris en janvier 2006 une expédition avec le S/Y Havaiki pour trouver l'île.
Le récif a un temps figuré sur certaines cartes, dont cette carte allemande de 1932.